# 5′-Deiodase
5′-Deiodasen (engl.: 5′-deiodinases) sind Iodothyronin-Deiodasen, die das Schilddrüsenhormon Thyroxin (T4) in Triiodthyronin (T3) umwandeln. Sie spielen damit eine entscheidende Rolle für die Aktivierung von Iodothyroninen. Deiodasen sind selenabhängige Enzyme.

## Mechanismus der Aktivierung
Deiodasen aktivieren Iodothyronine, indem sie ein Iodatom am Außenring (5′-Position) entfernen. Auf diese Weise wird T4 in T3 umgewandelt. Ähnliche Reaktionen, die durch 5′-Deiodasen vermittelt werden, sind die Umwandlung von T3 in 3,5-T2 oder von rT3 in 3,3′-T2.
|  |  |  |

## Typen
Bei den meisten Wirbeltieren gibt es zwei 5′-Deiodasen, die Schilddrüsenhormone aktivieren. Außerdem gibt es eine 5-Deiodase (Typ-3-Deiodase, DIO3), die Schilddrüsenhormone inaktiviert.
| Typ        | Lokalisation                                                                       | Funktion                                                    |
| Typ 1 (D1) | u. a. Leber und Niere                                                              | Deiodierung beider Ringe (5-Deiodierung und 5′-Deiodierung) |
| Typ 2 (D2) | Herzmuskel, Skelettmuskel, Zentralnervensystem, Fettgewebe, Schilddrüse, Hypophyse | Außenringdeiodierung (5′-Deiodierung)                       |
| Typ 3 (D3) | Fetales Gewebe und Placenta                                                        | Innenringdeiodierung (5-Deiodierung)                        |

## Pathophysiologie
Deiodasen sind plastische Enzyme, welche durch vielfältige Steuerungseinflüsse reguliert werden können. Bei schweren Allgemeinerkrankungen ist die 5′-Deiodaseaktivität reduziert, während die Aktivität der 5-Deiodase erhöht ist. Siehe Euthyroid-Sick-Syndrom.

## Messung der Enzymaktivität
In vitro, z. B. in Zellkulturexperimenten, kann die Enzymaktivität durch Messung der T3-Bildung oder der Iodfreisetzung unter maximaler Substratsättigung mit T4 und den benötigten Kosubstraten untersucht werden. In vivo kann die Aktivierung von Schilddrüsenhormonen aus Gleichgewichtswerten von T4 und T3 mit Hilfe des T3-T4-Quotienten oder der berechneten Summenaktivität peripherer Deiodasen (GD) geschätzt werden.